# Мені не забути, не пробачити
«Мені не забути, не пробачити» — радянський художній фільм 1990 року, знятий режисером Надією Рєпіною на кіностудії «Катарсіс».

## Сюжет
Дочці героя фільму терміново необхідна допомога кваліфікованого лікаря. У руках у нього заповітна адреса. Та, до якої він уже мчить через усе місто, його впізнає відразу. Але зараз вона — акушер-гінеколог, і на неї чекає важка ніч.

## У ролях
- Євгенія Попкова — головна роль
- Олексій Сафонов — головна роль
- Лариса Саділова — головна роль
- Олександр Рижков — роль другого плану
- Геннадій Балаєв — роль другого плану
- Володимир Маніхін — роль другого плану
- Андрій Скоров — роль другого плану
- Володимир Максимов — роль другого плану
- В. Токарєв — роль другого плану
- Андрій Разумовський — роль другого плану

## Знімальна група
- Режисер — Надія Рєпіна
- Сценаристи — Надія Рєпіна, Марія Арбатова
- Композитор — Олександр Айзенштадт